# ノエル・リー
ノエル・リー（Noël Lee, 1924年12月25日 - 2013年7月15日 ）はアメリカ人ピアニスト・作曲家。中国・南京に生まれ、インディアナ州ラファイエットで育った。

## 経歴
5歳でピアノと和声法を学び、6歳で公開演奏を行う。ハーヴァード大学に進み、ウォルター・ピストン、アーヴィング・ファイン、ティルマン・メリットに師事。第二次世界大戦後に渡仏。パリでナディア・ブーランジェの薫陶を受け、またダグラス・アランブルックと親交を結ぶ。1953年にリリ・ブーランジェ賞を獲得。
作曲家としてもピアニストとしても国際的に活躍し、管弦楽曲や室内楽、ピアノ曲、声楽曲、映画音楽を残している。シューベルトの未完成のピアノ曲を補筆し、またモーツァルトのピアノ協奏曲のカデンツァを作曲している。
ピアニストとして、1955年より発表してきたLPやCDなどの録音は185点に上り、そのうち13点がグランプリ・デュ・ディスク賞を授与されている。ソリストとしてレパートリーは幅広く、ゴットシャルク、マクダウェル、ドビュッシー、ラヴェル、コープランド、ストラヴィンスキーなどのピアノ曲を演奏し、あらゆる室内楽曲を弾きこなすだけでなく、40曲の協奏的作品を得意とする。
ブランダイス大学、コーネル大学、ダートマス大学にて客員教授を務めた。